# Pink Floyd: Live at Pompeii
Pink Floyd: Live at Pompeii, uscito in Italia anche con il titolo Pink Floyd a Pompei, è un documentario del 1972 diretto da Adrian Maben su un concerto del gruppo rock inglese dei Pink Floyd presso l'anfiteatro romano di Pompei. La band eseguì un tipico set dal vivo dell'epoca senza però il pubblico; le riprese principali dentro e intorno all'anfiteatro furono girate in quattro giorni nell'ottobre 1971; ulteriori scene integrative furono girate in uno studio di Parigi a dicembre; il film venne ripubblicato nel 1974 con materiale di studio aggiuntivo della band al lavoro sull'album The Dark Side of the Moon e con interviste agli Abbey Road Studios.
Le registrazioni del concerto non vennero pubblicate ufficialmente fino al 2025 anche se, in precedenza, brani tratti dal documentario erano stati resi disponibili attraverso bootleg non autorizzati e, nel 2016, nella raccolta ufficiale The Early Years 1965-1972.

## Storia

### Prima versione

#### Riprese a Pompei

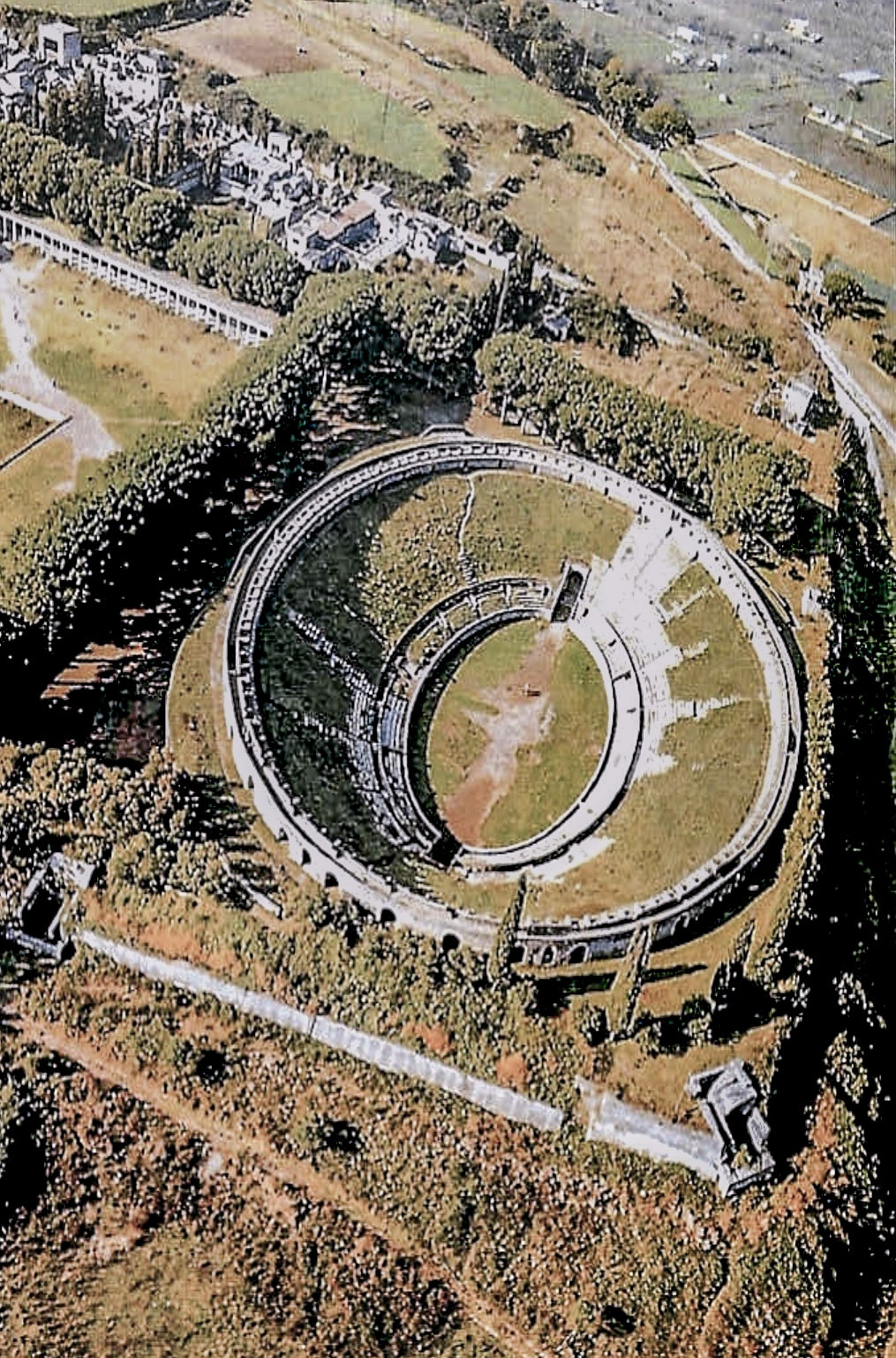
Veduta aerea dell'anfiteatro romano di Pompei

Maben concepì l'idea di base per il film nel 1971;  già all'inizio dell'anno aveva contattato il manager del gruppo Steve O’Rourke con l'idea di combinare la musica dei Pink Floyd con opere di artisti contemporanei come De Chirico, Magritte e altri, ma la band aveva declinato l'offerta. Nell'estate 1971 il regista si recò in vacanza in Italia con la fidanzata e, nel tentativo di recuperare il suo passaporto che credeva aver smarrito durante una visita alle rovine di Pompei, tornò al crepuscolo nell'antico anfiteatro romano di Pompei e si rese conto che era una location perfetta per filmare la band in azione.
Fin dall'inizio Maben immaginò che i Pink Floyd dovessero suonare nell'anfiteatro vuoto, senza pubblico, volutamente in contrasto con precedenti film-concerto, come ad esempio quello di Woodstock e, grazie alla sua conoscenza con Ugo Carputi, un professore  dell'Università di Napoli, ottenne dalla locale soprintendenza il permesso di effettuare per sei giorni le riprese nel sito archeologico che per l'occasione fu chiuso al pubblico l'ottobre seguente.
I Pink Floyd furono irremovibili riguardo all'eseguire tutto il materiale dal vivo, senza alcun playback: ciò implicò il trasporto in Italia, via camion, di tutta la loro attrezzatura da concerto, luci escluse, assieme a un impianto per la registrazione a 24 tracce che garantisse la stessa qualità sonora dei loro lavori in studio.
La troupe, giunta sul posto, scoprì di non avere sufficiente elettricità per alimentare tutta l'attrezzatura. L'inconveniente fu risolto portando la corrente elettrica direttamente dal municipio mediante un lunghissimo cavo che percorreva le strade della cittadina campana; tale circostanza restrinse i tempi effettivi di ripresa a soli quattro giorni, dal 4 al 7 ottobre del 1971.
Le scene girate per prime in ordine di tempo ritraevano i quattro musicisti aggirarsi fra i vapori della solfatara di Pozzuoli; quindi, nell'Anfiteatro Romano la band eseguì dal vivo tre brani: la prima metà e il finale di Echoes, One of These Days e A Saucerful of Secrets; ciascun brano fu eseguito in sezioni separate, poi montate assieme; al termine di ciascuna esecuzione, la band la riascoltava in cuffia per approvarla.
Il regista rivelò anni dopo che diverse bobine di pellicola andarono smarrite subito dopo le riprese: questo, fra l'altro, spiega perché il brano One of These Days include quasi esclusivamente inquadrature del batterista Nick Mason, il quale ha confermato la vicenda nella sua autobiografia del 2004.
All'epoca delle riprese a Pompei l'album Meddle, contenente i brani One of These Days ed Echoes eseguiti per il film, non era ancora sul mercato sebbene il gruppo ne avesse già ultimato le registrazioni in agosto; fu pubblicato infatti il 30 ottobre negli Stati Uniti e il 5 novembre in Europa.

#### Riprese in studio a Parigi
Poiché il materiale girato in Campania non era sufficiente per il film, Maben lo integrò in uno studio cinematografico, l'Europasonor di Parigi, dal 13 al 20 dicembre 1971. Per preservare l'ambientazione alla base del film, le sessioni parigine furono poi montate con spezzoni delle sequenze girate a Pozzuoli, assieme a immagini di repertorio tratte dall'archivio della soprintendenza; parte di queste ultime furono anche proiettate alle spalle dei musicisti mentre suonavano. A Parigi Maben filmò Set the Controls for the Heart of the Sun, Careful with That Axe, Eugene, la sezione centrale di Echoes e, su richiesta del gruppo, il brano Mademoiselle Nobs, sorta di rifacimento strumentale di Seamus dall'album Meddle in cui una femmina di levriero russo chiamata appunto Nobs, di proprietà di una famiglia circense parigina amica del regista, "canta" un blues, accompagnata da Roger Waters alla chitarra e David Gilmour all'armonica mentre il tastierista Rick Wright le porge il microfono e la tiene ferma. Oltre che per i dettagli tecnici già menzionati, le sequenze girate a Parigi sono distinguibili da quelle filmate in Italia per il fatto che Wright è senza barba.

#### Produzione e pubblicazione
Il montaggio della prima versione del film, della durata di circa un'ora, fu completato da Maben nel 1972 a casa sua poiché aveva già sforato il budget. Il film fu presentato all'Edimburgh Film Festival nel giugno 1972, mentre la "prima" inglese del film, inizialmente prevista per il 25 novembre 1972 al Rainbow Theatre di Londra, fu all'ultimo momento bloccata dal gestore del teatro per ragioni burocratiche.

### Seconda versione (1973-74)

Nick Mason (in primo piano) e David Gilmour (sullo sfondo) durante l'esecuzione in notturna di One of These Days

Ancora preoccupato per la breve durata del film, all'inizio del 1973 Maben chiese a Roger Waters il permesso di filmare il gruppo mentre lavorava a quello che poi sarebbe divenuto uno dei loro album più celebri: The Dark Side of the Moon. Il regista effettuò quindi le riprese negli studi della EMI ad Abbey Road, intervistò brevemente i quattro membri della band e li filmò mentre facevano colazione alla caffetteria degli studi. All'epoca in cui il materiale fu girato (gennaio 1973), il gruppo era già in fase di missaggio dell'album: i musicisti di fatto si prestarono appositamente per Maben a "recitare" le sequenze in cui appaiono sovraincidere sulle basi le loro parti strumentali, nessuna delle quali compare nella versione definitiva del disco.
La nuova versione del film, allungata a circa 80 minuti grazie agli inserti sul making dell'album, uscì nell'agosto del 1974, quando The Dark Side of the Moon era già balzato in testa alle classifiche mondiali proiettando i Pink Floyd verso un successo e una popolarità senza precedenti. Paradossalmente, l'enorme successo dell'album finì per oscurare, seppur temporaneamente, quello della pellicola che, a eccezione delle scene di Abbey Road, immortalava il gruppo in una fase creativa ormai già vecchia di un paio di anni.

### VersioneDirector's Cut(2003)
Trent'anni dopo l'uscita del film, Maben curò per l'edizione in DVD una nuova versione del film che inserì elementi di computer grafica nel montaggio originale, oltre ad aggiungere contenuti speciali come un'intervista allo stesso regista e la prima versione del film del 1971 visionabile separatamente. Nel 2016, la versione Director's Cut fu inclusa nel cofanetto The Early Years 1965-1972, priva di Mademoiselle Nobs e dei i filmati di Abbey Road e con il brano Echoes posto interamente in chiusura.

### Versione 2025
Il film è stato digitalmente restaurato e rimasterizzato da Lana Topham partendo dai negativi originali in 35 mm che sono stati ritrovati in archivio. Oltre all'esibizione del gruppo sono stati integrati nel film anche filmati che mostrano il gruppo negli Abbey Road Studios durante la lavorazione dell'album The Dark Side of the Moon. Per la prima volta, le tracce sonore sono state pubblicate autonomamente in un album, restaurate e remixate da Steven Wilson, in formato CD-Audio e LP. In precedenza i brani tratti dal documentario erano stati resi disponibili attraverso bootleg non autorizzati.

## Musiche

### Versione originale del 1972
1. Echoes, part I
2. Careful with That Axe, Eugene
3. A Saucerful of Secrets
4. One of These Days
5. Set the Controls for the Heart of the Sun
6. Mademoiselle Nobs (Seamus)
7. Echoes, part II

### Versione del 1974 eDirector's cutdel 2003
Testi di Roger Waters.
1. Echoes, part I - (Wright, Gilmour, Waters, Mason)
2. On The Run (frammento, studio) - (Gilmour, Waters)
3. Careful with That Axe, Eugene - (Wright, Waters, Gilmour, Mason)
4. A Saucerful of Secrets - (Wright, Mason, Gilmour, Waters)
5. Eclipse (frammento, studio) - (Waters)
6. Us and Them (frammento, studio) - (Wright)
7. One of These Days - (Gilmour, Waters, Wright, Mason)
8. Mademoiselle Nobs - (Gilmour, Waters, Wright, Mason)
9. Brain Damage (frammento, studio) - (Waters)
10. Set the Controls for the Heart of the Sun - (Waters)
11. Echoes, part II - (Wright, Gilmour, Waters, Mason)

## Formazione
- David Gilmour - chitarra elettrica, voce, armonica su Mademoiselle Nobs.
- Roger Waters - basso, voce, chitarra elettrica su Mademoiselle Nobs, tam-tam, piatti.
- Rick Wright - organo Hammond, organo Farfisa Compact Duo, pianoforte, voce.
- Nick Mason - batteria.